# Власоед собачий
Власоед собачий (лат. Trichodectes canis) — паразитическое насекомое из семейства власоедов.

## Описание
Длина тела 2 мм, ширина 1,7 мм. Голова и грудь тёмно-жёлтые, а брюшко — светло-жёлтое. На голове 4 тёмно-бурых краевых пятна. Посредине брюшка просвечивает содержимое желудка. Голова большая, почти четырехугольная, глаза бледные, слегка выдающиеся. Грудь короткая и узкая. Брюшко широкое, почти круглое. 
Этот власоед водится на собаке и охотнее всего держится на голове и на шее. Он встречается довольно часто и притом нередко вместе с собачьей вошью (Haematopinus piliferus). Власоед собачий является промежуточным хозяином для цистицеркоида цепеня тыквовидного (Taenia cucumerina) и нередко передаёт этого паразита собакам и даже людям, особенно детям.